# Lars Christiansen
Lars Roslyng Christiansen, född 18 april 1972 i Sønderborg, är en dansk före detta handbollsspelare (vänstersexa). Han anses ofta vara en av de bästa vänstersexorna genom tiderna.

## Karriär
Lars Christiansen inledde sin karriär i Vidar Sönderburg i småbarnsåldern och spelade där till han var 18 år. Sen blev det Ribe HK under 2 år innan det bar av till Kolding i Köpenhamn. Med Kolding blev det två danska mästerskap 1993 och 1994. Efter fyra år där var han flygfärdig för en tysk proffskarriär.
Christiansen spelade sedan i den tyska toppklubben SG Flensburg-Handewitt från 1996 till 2010 med vilken han bland annat blev tysk mästare 2004. Han gjorde 2 875 mål i tyska bundesligan och är tredje bäst genom alla tider med den noteringen, efter Yoon Kyung-shin och Hans Lindberg. 2002 blev han tvåa som näst bästa handbollsspelare i världen.
Christiansen återvände avslutningsvis till den danska klubben KIF Kolding och spelade för dem 2010 till 2012.

### Landslagskarriär
Lars Christiansen hade även en framgångsrik karriär i det Danmarks landslag. Landslagsdebut gjorde han den 25 oktober 1992 mot Holland. Han är den spelare som gjort både flest landskamper och flest mål för Danmark, 338 landskamper och 1 503 mål under en 20 år lång landslagskarriär. Vid EM 2008, som Danmark vann, blev Christiansen uttagen i all star-laget. Han blev också Europamästare 2012. EM-finalen 2012 blev Christiansens sista stora landskamp. Han var också med och vann en silvermedalj vid VM 2011 i Sverige. Sista landskampen spelade han 2012 den 7 april mot Tyskland. Han avslutade sin karriär inom handbollen inför sommaren 2012.

## Klubbar
- Vidar Sønderburg (1976–1990)
- Ribe HK (1990–1992)
- KIF Kolding (1992–1996)
- SG Flensburg-Handewitt (1996–2010)
- KIF Kolding (2010–2012)[2]